# Campeonato Mundial de Atletismo Sub-20 de 2016 - 400 m feminino
A prova dos 400 metros rasos feminino do Campeonato Mundial de Atletismo Sub-20 de 2016 ocorreu entre os dias 19 e 21 de julho em Bydgoszcz, na Polônia. 

## Recordes
Antes desta competição, os recordes mundiais e do campeonato nesta prova eram os seguintes:
|     | Nome            | Nacionalidade  | Tempo | Local        | Data                 |
| --- | --------------- | -------------- | ----- | ------------ | -------------------- |
| WJR | Grit Breuer     | Alemanha       | 49.42 | Tóquio       | 27 de agosto de 1991 |
| CR  | Ashley Spencer  | Estados Unidos | 50.50 | Barcelona    | 13 de julho de 2012  |
| WJL | Salwa Eid Naser | Bahrein        | 51.63 | Stara Zagora | 9 de junho de 2016   |

## Medalhistas
| Ouro                | Prata            | Bronze                  |
| Tiffany James (JAM) | Lynna Irby (USA) | Junelle Bromfield (JAM) |

## Cronograma
Todos os horários são locais (UTC+1).
| Data        | Hora  | Evento        |
| ----------- | ----- | ------------- |
| 19 de julho | 19:10 | Eliminatórias |
| 20 de julho | 19:55 | Semifinal     |
| 21 de julho | 20:15 | Final         |

## Resultados

### Eliminatórias

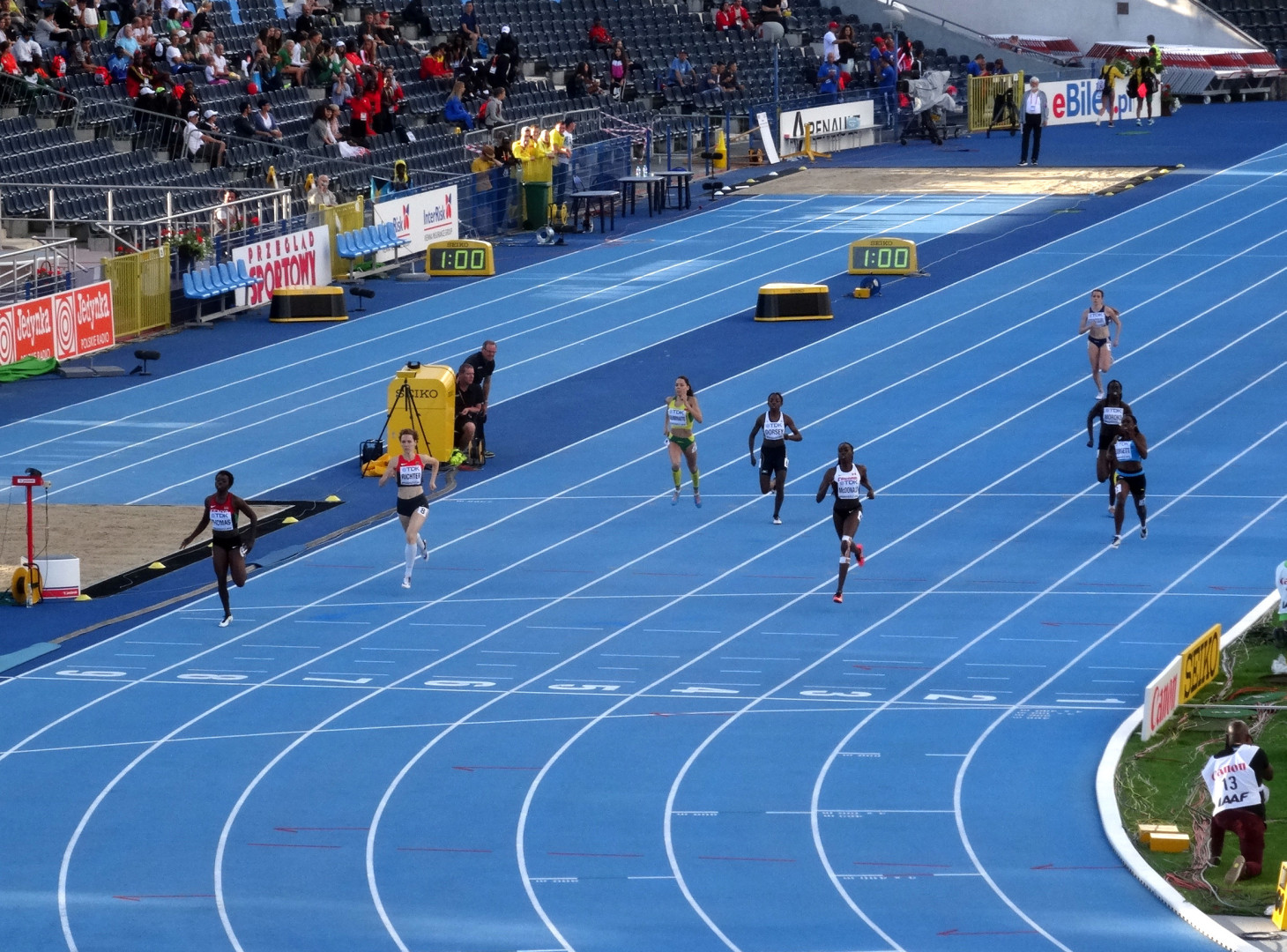
Bateria 1

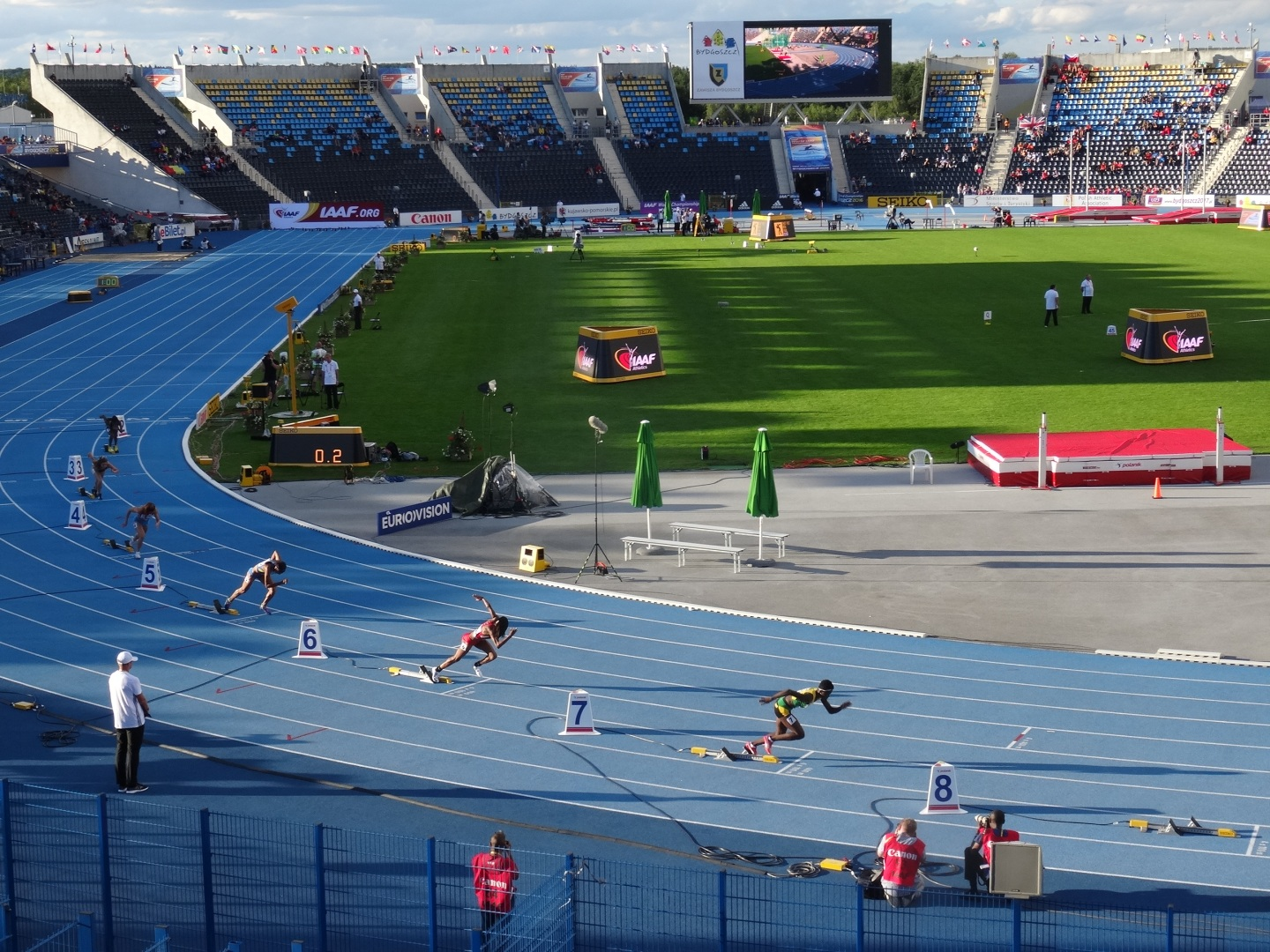
Bateria 2

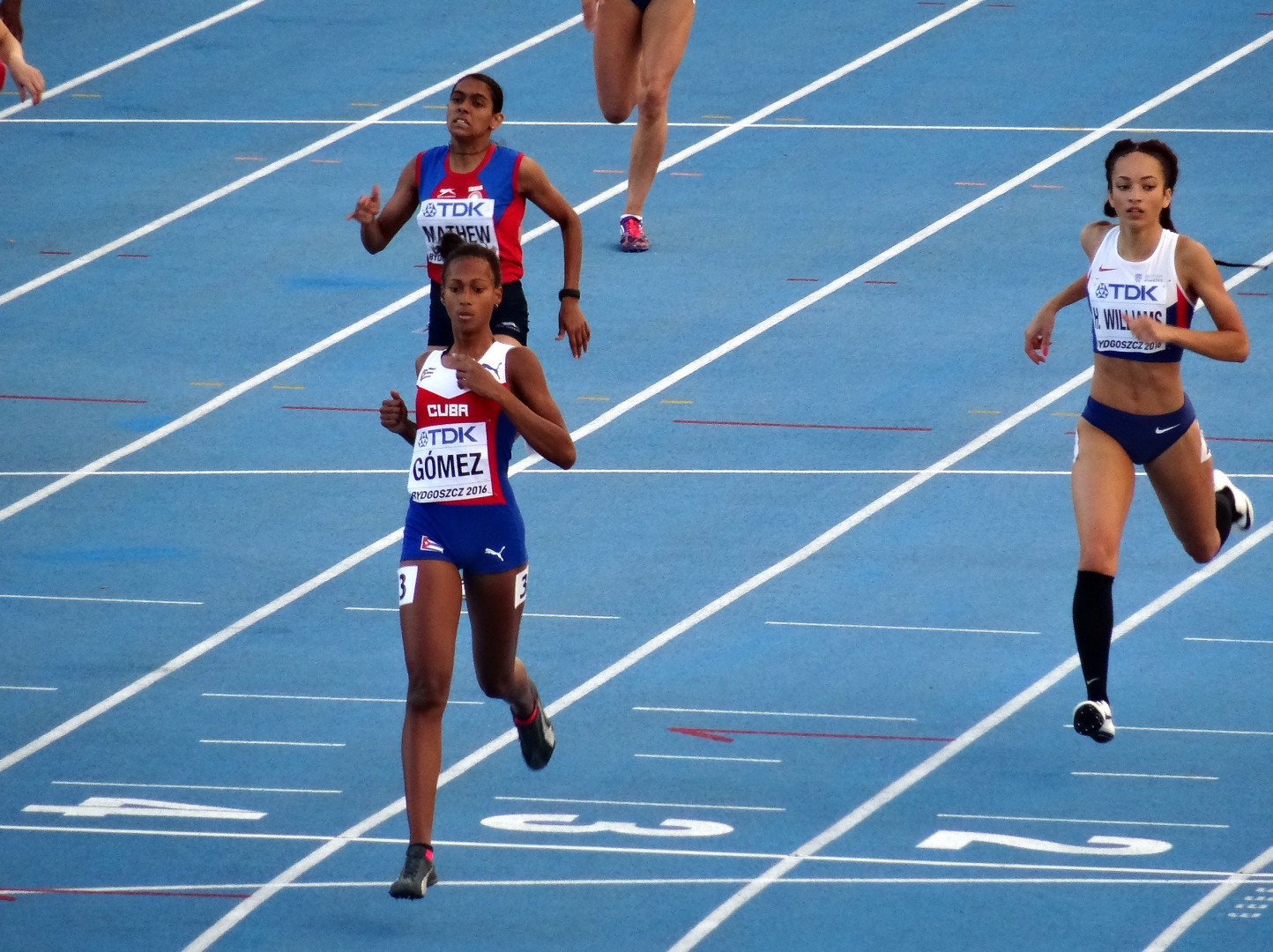
Bateria 3

Qualificação: Os 3 primeiros de cada bateria (Q) e os 6 tempos mais rápidos (q). 
| Posição | Bateria | Atleta                        | Nacionalidade            | Tempo | Notas     |
| ------- | ------- | ----------------------------- | ------------------------ | ----- | --------- |
| 1       | 4       | Tiffany James                 | Jamaica                  | 52.98 | Q         |
| 2       | 1       | Maureen Nyatichi Thomas       | Quênia                   | 53.04 | Q         |
| 3       | 5       | Lynna Irby                    | Estados Unidos           | 53.08 | Q         |
| 4       | 3       | Roxana Gómez                  | Cuba                     | 53.16 | Q         |
| 5       | 2       | Junelle Bromfield             | Jamaica                  | 53.21 | Q         |
| 6       | 1       | Natassha McDonald             | Canadá                   | 53.62 | Q,        |
| 7       | 1       | Hendrikje Richter             | Alemanha                 | 53.67 | Q         |
| 8       | 5       | Jessica Thornton              | Austrália                | 53.70 | Q         |
| 9       | 2       | Dzhois Koba                   | Ucrânia                  | 53.74 | Q         |
| 10      | 3       | Hannah Williams               | Grã-Bretanha             | 53.85 | Q         |
| 11      | 6       | Paola Morán                   | México                   | 53.96 | Q         |
| 12      | 2       | Karrington Winters            | Estados Unidos           | 54.12 | Q         |
| 13      | 6       | Zdenka Seidlová               | Chéquia                  | 54.13 | Q,        |
| 14      | 6       | Rebecca Borga                 | Itália                   | 54.41 | Q         |
| 15      | 5       | Ashlan Best                   | Canadá                   | 54.47 | Q         |
| 16      | 2       | Jeanelle Griesel              | África do Sul            | 54.47 | q         |
| 17      | 1       | Shaquania Dorsett             | Bahamas                  | 54.55 | q         |
| 18      | 6       | Vijona Kryeziu                | Kosovo                   | 54.67 | q,        |
| 19      | 6       | Lily Beckford                 | Grã-Bretanha             | 54.70 | q         |
| 20      | 4       | Ivanna Avramchuk              | Ucrânia                  | 54.71 | Q         |
| 21      | 5       | Hannah Mergenthaler           | Alemanha                 | 54.75 | q         |
| 22      | 3       | Natalia Kaczmarek             | Polónia                  | 54.75 | Q         |
| 23      | 1       | Erika Krūminaitė              | Lituânia                 | 54.89 | q,        |
| 24      | 6       | Mollie O'Reilly               | Irlanda                  | 54.92 |           |
| 25      | 4       | Jenna Bromell                 | Irlanda                  | 54.98 | Q         |
| 26      | 3       | Chelsea Zoller                | Suíça                    | 55.00 |           |
| 27      | 5       | Tarika Moses                  | Ilhas Virgens Britânicas | 55.04 |           |
| 28      | 2       | Dora Filipović                | Croácia                  | 55.16 |           |
| 29      | 4       | Haruko Ishizuka               | Japão                    | 55.20 |           |
| 30      | 1       | Myia Dorsey                   | Ilhas Virgens Americanas | 55.25 |           |
| 31      | 1       | Galefele Moroko               | Botswana                 | 55.38 |           |
| 32      | 6       | Molly Blakey                  | Austrália                | 55.49 |           |
| 33      | 5       | Daniela Tassani               | Itália                   | 55.62 |           |
| 34      | 3       | Zinash Tesfaye                | Etiópia                  | 55.75 |           |
| 35      | 3       | Þórdís Eva Steinsdóttir       | Islândia                 | 56.06 |           |
| 36      | 4       | Liang Nuo                     | China                    | 56.08 |           |
| 37      | 4       | Eliana Chávez                 | Colômbia                 | 56.96 |           |
| 38      | 5       | Jane Njoki Theuri             | Quênia                   | 57.13 |           |
| 39      | 5       | María Simancas                | Venezuela                | 57.51 |           |
| 40      | 1       | Kalliopi Kountouri            | Chipre                   | 59.11 |           |
| 41      | 2       | Mahilet Fikre                 | Etiópia                  | DSQ   | R163.3(a) |
| 41      | 3       | Jisna Mathew                  | Índia                    | DSQ   | R163.3(a) |
| 42      | 2       | Shafiqua Maloney              | São Vicente e Granadinas | DNS   |           |
| 42      | 3       | Mariette Agbety               | Benim                    | DNS   |           |
| 42      | 4       | Praise Oghenefejiro Idamadudu | Nigéria                  | DNS   |           |
| 42      | 4       | Artesha Richardson            | Anguila                  | DNS   |           |
| 42      | 6       | Yinka Ajayi                   | Nigéria                  | DNS   |           |

### Semifinal

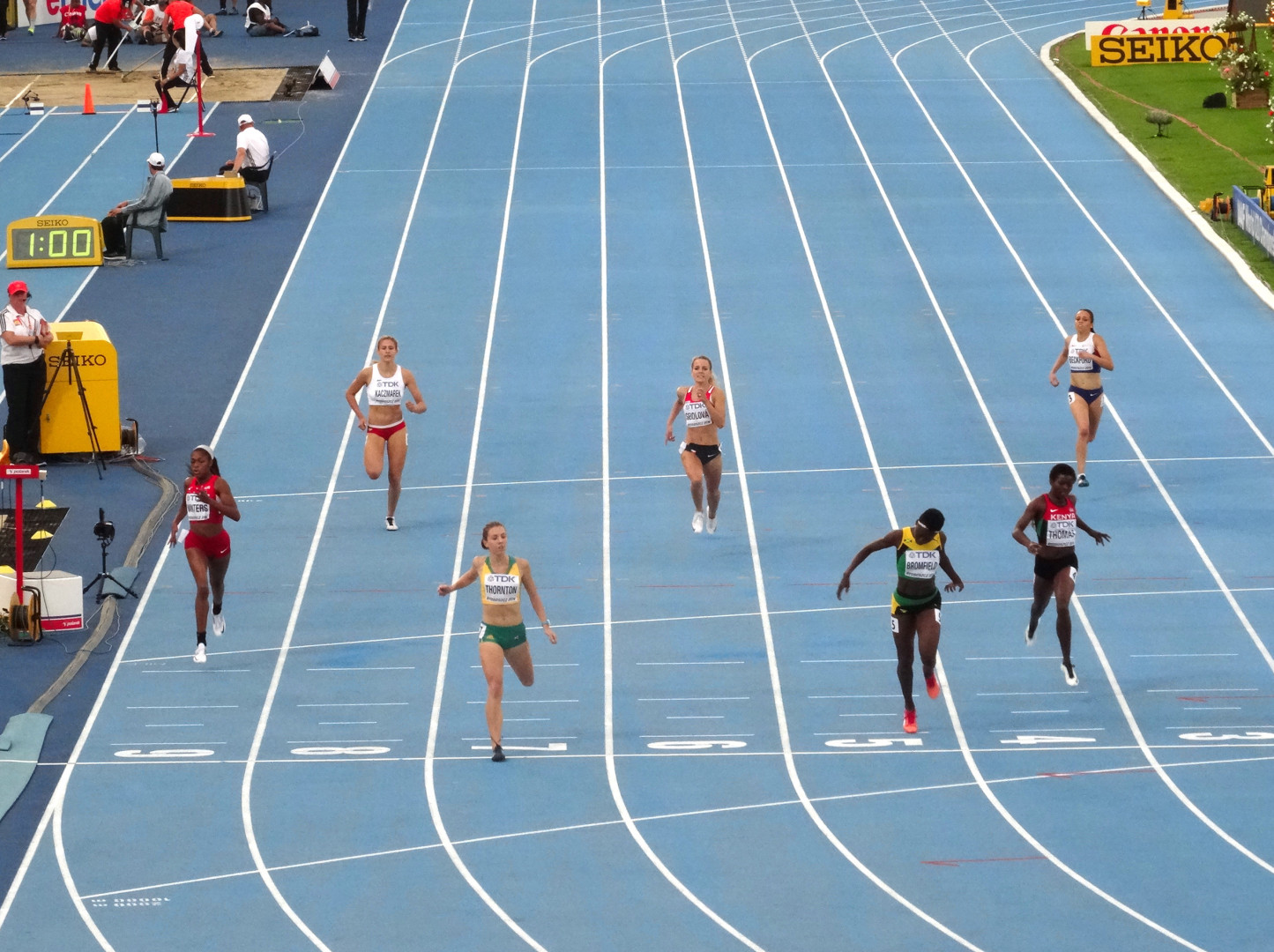
Semifinal 2

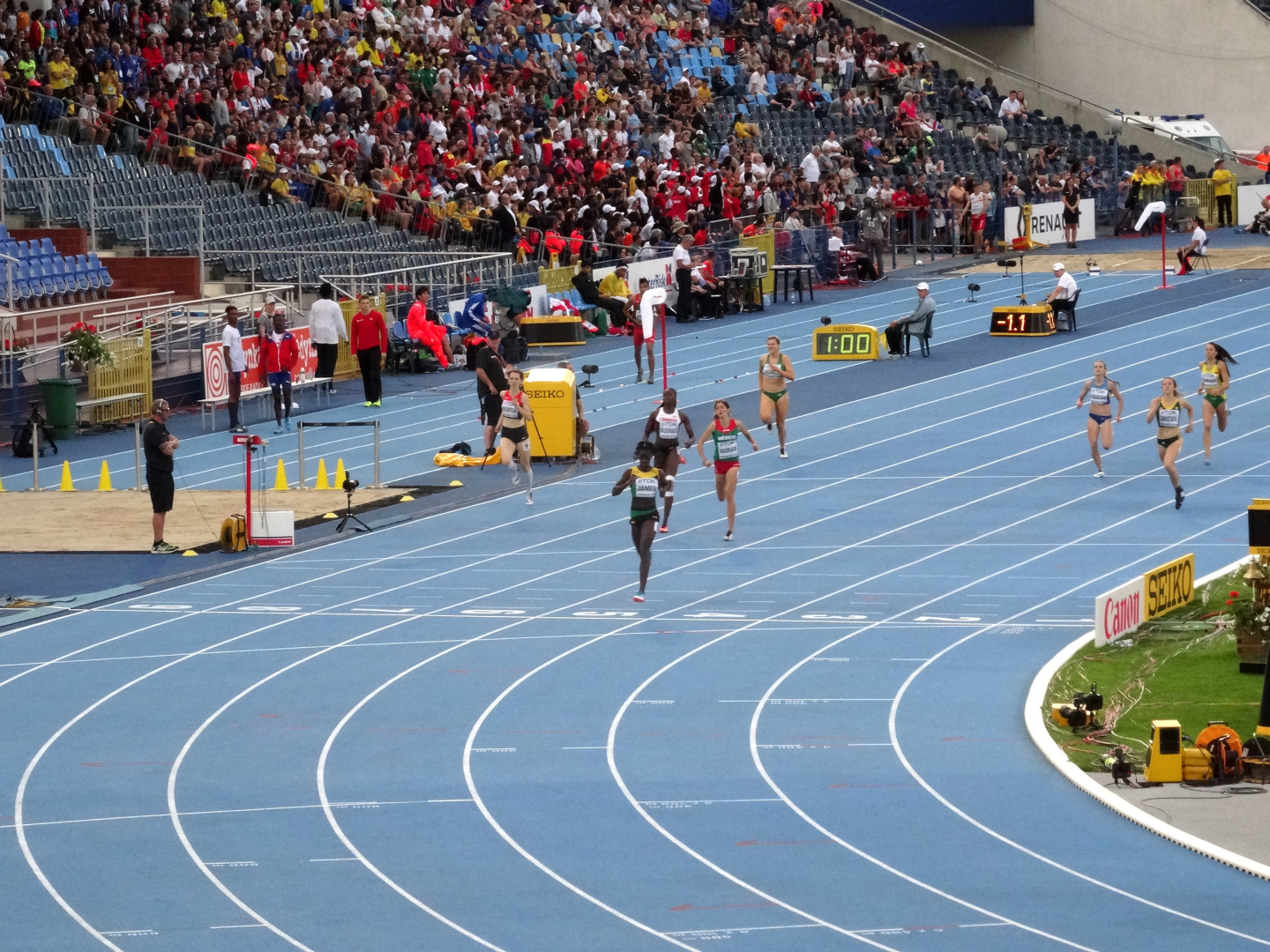
Semifinal 3

Qualificação: Os 2 primeiros de cada bateria (Q) e os 2 tempos mais rápidos (q). 
| Posição | Bateria | Atleta                  | Nacionalidade  | Tempo | Notas                |
| ------- | ------- | ----------------------- | -------------- | ----- | -------------------- |
| 1       | 3       | Tiffany James           | Jamaica        | 51.77 | Q                    |
| 2       | 1       | Lynna Irby              | Estados Unidos | 51.90 | Q,                   |
| 3       | 2       | Jessica Thornton        | Austrália      | 52.12 | Q,                   |
| 4       | 2       | Junelle Bromfield       | Jamaica        | 52.18 | Q                    |
| 5       | 1       | Roxana Gómez            | Cuba           | 52.26 | Q,                   |
| 6       | 2       | Maureen Nyatichi Thomas | Quênia         | 52.52 | q                    |
| 7       | 1       | Dzhois Koba             | Ucrânia        | 52.79 | q,                   |
| 8       | 1       | Hannah Williams         | Grã-Bretanha   | 52.80 | Recorde pessoal      |
| 9       | 2       | Karrington Winters      | Estados Unidos | 52.80 | Recorde pessoal      |
| 10      | 3       | Natassha McDonald       | Canadá         | 53.06 | Q,                   |
| 11      | 3       | Paola Morán             | México         | 53.08 |                      |
| 12      | 1       | Ashlan Best             | Canadá         | 53.27 | Recorde pessoal      |
| 13      | 3       | Jeanelle Griesel        | África do Sul  | 53.68 | Recorde da temporada |
| 14      | 3       | Hendrikje Richter       | Alemanha       | 53.85 |                      |
| 15      | 1       | Rebecca Borga           | Itália         | 53.93 |                      |
| 16      | 2       | Zdenka Seidlová         | Chéquia        | 53.95 | Recorde pessoal      |
| 17      | 1       | Hannah Mergenthaler     | Alemanha       | 54.13 |                      |
| 18      | 2       | Natalia Kaczmarek       | Polónia        | 54.32 |                      |
| 19      | 3       | Ivanna Avramchuk        | Ucrânia        | 54.64 |                      |
| 20      | 3       | Erika Krūminaitė        | Lituânia       | 54.87 | Recorde da temporada |
| 21      | 2       | Lily Beckford           | Grã-Bretanha   | 54.88 |                      |
| 22      | 3       | Jenna Bromell           | Irlanda        | 55.20 |                      |
| 23      | 1       | Vijona Kryeziu          | Kosovo         | 55.95 |                      |
| 24      | 2       | Shaquania Dorsett       | Bahamas        | DNS   |                      |

### Final
A prova final foi realizada no dia 21 de julho às 20:15.  
| Posição           | Raia | Atleta                  | Nacionalidade  | Tempo | Notas           |
| ----------------- | ---- | ----------------------- | -------------- | ----- | --------------- |
| Medalha de ouro   | 5    | Tiffany James           | Jamaica        | 51.32 | WJL             |
| Medalha de prata  | 7    | Lynna Irby              | Estados Unidos | 51.39 | Recorde pessoal |
| Medalha de bronze | 4    | Junelle Bromfield       | Jamaica        | 52.05 |                 |
| 4                 | 6    | Jessica Thornton        | Austrália      | 52.05 | Recorde pessoal |
| 5                 | 2    | Maureen Nyatichi Thomas | Quênia         | 52.09 | NJR             |
| 6                 | 9    | Roxana Gómez            | Cuba           | 52.24 | Recorde pessoal |
| 7                 | 8    | Natassha McDonald       | Canadá         | 53.35 |                 |
| 8                 | 3    | Dzhois Koba             | Ucrânia        | 53.74 |                 |

Legenda
| Recorde mundial       | Recorde mundial (World record)               |                       | Recorde africano                      | Recorde africano (African) |                                           | Q | Classificado por posição (Qualified) |
| Recorde do campeonato | Recorde do campeonato (Championship record)  | Recorde da América    | Recorde da América (Americas)         | q                          | Classificado por melhor tempo (Qualified) |   |                                      |
| Melhor marca do ano   | Melhor marca do ano (World leading)          | Recorde asiático      | Recorde asiático (Asian)              | DNS                        | Não largou (Did not start)                |   |                                      |
| Recorde nacional      | Recorde nacional (National record)           | Recorde europeu       | Recorde europeu (European)            | DNF                        | Não terminou (Did not finish)             |   |                                      |
| Recorde pessoal       | Recorde pessoal do atleta (Personal best)    | Recorde da Oceania    | Recorde da Oceania (Oceania)          | DSQ / DQ                   | Desclassificado (Disqualified)            |   |                                      |
| Recorde da temporada  | Recorde da temporada do atleta (Season best) | Recorde sul-americano | Recorde sul-americano (South America) | NM                         | Sem marca (No mark)                       |   |                                      |